# 香取神社 (埼玉県杉戸町大字杉戸)
香取神社（かとりじんじゃ）は、埼玉県北葛飾郡杉戸町の神社。

## 歴史
天智天皇の御代（668年 - 672年）に創建された。安康天皇に仕えた名代「孔王部」一族が日本武尊ゆかりの地である当地に香取神宮から分霊を勧請したのが起源である。文治年間（1185年 - 1190年）に、下河辺荘の荘司下河辺行平によって社殿が再建された。同町清地の東福寺が別当寺であった。
1873年（明治6年）、近代社格制度に基づく「村社」に列せられ、1893年（明治26年）に周辺の2社が合祀された。

## 交通アクセス
- 和戸駅より徒歩23分。